# Pietro Paolo Agabito
Pietro Paolo Agabito (Sassoferrato, ca. 1470 – Cupramontana ca. 1540) foi um pintor, escultor e arquiteto italiano.
Ele nasceu em Sassoferrato. Seu estilo foi influenciado pela escola veneziana, e suas obras são executadas na maneira de Lorenzo Lotto. As igrejas de Sassoferrato contém várias de suas obras, entre elas a Virgem entre Santa Catarina e João Batista (1511). Pintou um retábulo para a igreja do Riformati Padri, perto de Jesi, representando a Virgem com o Menino. Morreu em Masaccio.